# Augustine Simo
Augustine Simo (ur. 18 września 1978 w Bangangté) – piłkarz kameruński występujący na pozycji środkowego pomocnika.

## Życiorys
Swoją karierę rozpoczynał w kameruńskim klubie PWD Bamenda, który w roku 1994 awansował do pierwszej ligi i jako beniaminek zajął w niej 6. miejsce. Simo, jeszcze przed zakończeniem tego sezonu zmienił klub na nieco słabszy Aigle Nkongsamba (zajął 12. miejsce w lidze). Dobre występy zaowocowały zainteresowaniem działaczy z lepszych klubów. W sezonie 1995/1996 Augustine został graczem AC Torino i w debiutanckim sezonie rozegrał 8 meczów w barwach klubu z Turynu. Nie mieścił się jednak w podstawowym składzie i dostał wolną rękę w poszukiwaniu klubu. Trafił do szwajcarskiego AC Lugano. Został tam tylko na jeden sezon, po którym odszedł do Ligue 2, do AS Saint-Étienne. Spotkał tam aż trzech swoich rodaków, Luciena Mettomo, Romarina Billonga, oraz Roudolpha Douale. Z Saint-Étienne zajął dopiero 17 pozycję w lidze i wrócił do Szwajcarii, tym razem reprezentował barwy Neuchâtelu Xamax. Pozostał tam aż na 5 sezonów i był podstawowym graczem. W sezonie 2003/2004 trafił do stołecznego Zurychu. W stolicy rozegrał 22 mecze i po raz kolejny zmienił drużynę, na FC Aarau. Pierwszy mecz w tym klubie zaliczył w 8 kolejce, przeciwko FC Sankt Gallen i zdobył nawet bramkę, dającą prowadzenie Aarau (49 minuta, na 2:1). Simo został zmieniony w 90 minucie, a jego klub ostatecznie wygrał 4:1. W 2006 roku zakończył karierę.
Ma za sobą udział w Mistrzostwach Świata 1998, na których rozegrał jeden mecz, przeciwko Austrii. Kamerun zremisował 1:1, a Simo został zmieniony w 65 minucie przez Salomona Olembé.
| Sezon   | Klub             | Kraj       | Rozgrywki          | Mecze | Bramki |
| ------- | ---------------- | ---------- | ------------------ | ----- | ------ |
| 1994    | PWD Bamenda      | Kamerun    | 2 Division (CMR)   | ?     | ?      |
| 1995    | PWD Bamenda      | Kamerun    | 1 Division (CMR)   | ?     | ?      |
| 1995    | Aigle Nkongsamba | Kamerun    | 1 Division (CMR)   | ?     | ?      |
| 1995/96 | AC Torino        | Włochy     | Serie A            | 8     | 0      |
| 1996/97 | AC Lugano        | Szwajcaria | Swiss Super League | 29    | 0      |
| 1997/98 | AS Saint-Étienne | Francja    | Ligue 2            | 18    | 2      |
| 1998/99 | Neuchâtel Xamax  | Szwajcaria | Swiss Super League | 10    | 0      |
| 1999/00 | Neuchâtel Xamax  | Szwajcaria | Swiss Super League | 32    | 2      |
| 2000/01 | Neuchâtel Xamax  | Szwajcaria | Swiss Super League | 25    | 0      |
| 2001/02 | Neuchâtel Xamax  | Szwajcaria | Swiss Super League | 30    | 4      |
| 2002/03 | Neuchâtel Xamax  | Szwajcaria | Swiss Super League | 33    | 6      |
| 2003/04 | FC Zürich        | Szwajcaria | Swiss Super League | 22    | 0      |
| 2004/05 | FC Aarau         | Szwajcaria | Swiss Super League | 20    | 1      |
| 2005/06 | FC Aarau         | Szwajcaria | Swiss Super League | 26    | 0      |